# Loango
La cittadina congolese di Loango, affacciata sull'Oceano Atlantico, dal 2011 è capoluogo del dipartimento di Kouilou. La città, situata a poca distanza dal confine con la Repubblica Democratica del Congo, ha un territorio prevalentemente collinare, con case basse e simili a baracche. Situato sulla costa dell'Oceano Atlantico, Loango aveva una popolazione di 21.016 abitanti nel 2023, data dell'ultimo censimento ufficiale del Paese .
In passato è stata la capitale del Regno di Loango.